# Goerodes piscinus
Goerodes piscinus är en nattsländeart som först beskrevs av Hagen 1859.  Goerodes piscinus ingår i släktet Goerodes och familjen kantrörsnattsländor. Inga underarter finns listade i Catalogue of Life.